# Epigonus (djur)
Epigonus är ett släkte av fiskar. Epigonus ingår i familjen Epigonidae.

## Dottertaxa tillEpigonus, i alfabetisk ordning[1]
- Epigonus affinis
- Epigonus angustifrons
- Epigonus atherinoides
- Epigonus carbonarius
- Epigonus cavaticus
- Epigonus constanciae
- Epigonus crassicaudus
- Epigonus ctenolepis
- Epigonus denticulatus
- Epigonus devaneyi
- Epigonus elegans
- Epigonus elongatus
- Epigonus fragilis
- Epigonus glossodontus
- Epigonus heracleus
- Epigonus lenimen
- Epigonus macrops
- Epigonus marimonticolus
- Epigonus marisrubri
- Epigonus mayeri
- Epigonus merleni
- Epigonus notacanthus
- Epigonus occidentalis
- Epigonus oligolepis
- Epigonus pandionis
- Epigonus parini
- Epigonus pectinifer
- Epigonus robustus
- Epigonus telescopus
- Epigonus waltersensis